# Battaglia di Les Aubiers (1799)
La battaglia di Les Aubiers è stata una battaglia della terza guerra di Vandea combattuta dal 2 al 4 novembre 1799 a Nueil-les-Aubiers.

## La battaglia
All'inizio di novembre il generale vandeano Charles d'Autichamp comandante dell'esercito dell'Angiò, aveva raccolto tutte le sue truppe, cioè 6 000-8 000 uomini. Il 2 novembre, d'Autichamp attaccò una compagnia di un centinaio di uomini della 70ª demi-brigade comandato dal capitano Lavigne. I repubblicani riuscirono tuttavia a fuggire e si rifugiarono in una chiesa a Les Aubiers.
Il giorno dopo, il generale Simon Dufresse di stanza a Bressuire apprese che la compagnia del capitano Lavigne era stata assediata a Les Aubiers da molte migliaia di vandeani, raccolse allora 600 uomini e andò in loro aiuto. Alcune ore più tardi, al ponte di Nueil, i repubblicani entrarono in contatto con le forze vandeane. Si scontrarono con 2 000 vandeani, di cui 200 cavalieri, che tenevano il ponte e dopo una carica alla baionetta i repubblicani costrinsero i loro avversari a rifugiarsi al cimitero di Nueil in cui furono uccisi fino all'ultimo.
Il 4 novembre all'alba, i repubblicani entrarono nel comune di Les Aubiers. Dufresse ricevette in rinforzo altri 100 soldati da Châtillon-sur-Sèvre, divise le sue truppe in tre colonne e si lanciò all'attacco in più punti, mentre dalla chiesa, gli uomini del capitano Lavigne, alla vista dei rinforzi, tentarono di uscire. Poco agguerriti e male equipaggiati, i vandeani di diedero alla fuga. I repubblicani si lanciarono all'inseguimento ed uccisero un gran numero di vandeani prima che questi ultimi si rifugiarono nei boschi.
Le perdite erano state schiaccianti, 500 vandeani erano morti contro i 30 dei repubblicani e 1 500 vandeani erano feriti. L'esercito dell'Angiò era messo fuori combattimento e d'Autichamps rinunciò a proseguire la lotta, firmando la pace con i repubblicani il 18 gennaio 1800.